# 诺韦斯
诺韦斯，是西班牙卡斯蒂利亚-拉曼恰托莱多省的一个市镇。总面积42平方公里，总人口1597人（2001年），人口密度38人/平方公里。